# La Chapelle (Haití)
La Chapelle (en criollo haitiano Lachapèl) es una comuna de Haití que está situada en el distrito de San Marcos, del departamento de Artibonito.

## Secciones
Está formado por las secciones de:
- Martineau
- Bossous (que abarca la villa de La Chapelle)

## Demografía
| Gráfica de evolución demográfica de La Chapelle entre 2009 y 2015 |
|                                                                   |

Los datos demográficos contemplados en este gráfico de la comuna de La Chapelle son estimaciones que se han cogido de 2009 a 2015 de la página del Instituto Haitiano de Estadística e Informática (IHSI). 